# SM-9
El SM-9 es un subfusil guatemalteco fabricado por Cellini-Dunn. Es accionado por retroceso, dispara a cerrojo abierto y puede utilizar los cargadores del Ingram MAC-10 insertados en su pistolete. La distribución del cajón de mecanismos es algo más sencilla que la de un Sten, mientras que sus ligeras piezas internas le permiten una muy alta cadencia de disparo. Su empuñadura delantera, además de controlar el arma al disparar, puede llevar un cargador de repuesto.

## Desarrollo
En el campo de las armas automáticas y semiautomáticas, para uso por fuerzas de seguridad, existía la necesidad de contar con un arma que tuviera un tiempo de reacción breve, que fuera muy ligera y fácilmente controlable. Los cortos alcances que se encuentran con frecuencia hoy en día, tanto en el entorno urbano y la selva han reducido el tiempo de reacción disponible, al punto que los sistemas convencionales para el cambio entre fuego automático y semiautomático no resultaban adecuados. Por lo cual se vio la necesidad de contar con un subfusil automático, compacto y robusto; cuyas características lo hicieran adecuado para el combate a corta distancia, aunque también con la movilidad y la libertad de peso ligero de un arma convencional.

## Detalles de diseño
El SM-9 es un subfusil que puede disparar en modo semiautomático o automático. El SM-9 está provisto de un frente de fiador, un gatillo delantero y un gatillo trasero fiador, en una construcción que permite al operador cambiar instantáneamente entre el modo automático y semiautomático sin necesidad de recurrir a un interruptor selector, incluso mientras se dispara. Otras características del SM-9 incluyen la capacidad para el funcionamiento ambidiestro, el uso de dos compartimientos cada uno situado en una empuñadura y una configuración de freno de boca mejorado. Además, tiene un eyector y conjunto de retén del cargador mejorados. El SM-9 tiene menos componentes móviles para requerir ningunos pernos o tornillos para el gatillo, guía del fiador, el perno o tornillo de tope.
El SM-9 posee un cuidado diseño ergonómico, siendo totalmente ambidiestro, con acceso completo a todos los controles del arma. Esta característica se ha conseguido mediante la colocación de la palanca de carga y dispositivo de sujeción en el eje central longitudinal y la construcción de la empuñadura para girar hasta 90 ° en cualquier dirección. Dicha construcción también proporciona una empuñadura más cómoda y permite que el arma pueda ser disparada sin mirar detrás de una esquina mientras se mantiene el control. Además, en menos de un minuto, la empuñadura delantera se puede quitar sin herramientas, transformando el arma en una pistola semiautomática o automática que se oculta fácilmente.
El SM-9 viene con dos cargadores, con uno de ellos insertado en el pistolete, que proporciona un soporte firme para el cargador. Un segundo cargador se almacena en la empuñadura, lo que permite el intercambio rápido de cargadores, especialmente en la noche, según el principio de "una mano encuentra a la otra". Cada cargador contiene 32 balas, proporcionando así una cantidad de munición sin precedentes dentro del arma. Los cargadores se pueden llenar a mano, sin necesidad de accesorios adicionales.
La corta longitud total del arma se obtuvo colocando el punto de mira alrededor del cañón. El SM-9, pesa solo 4,3 libras sin cargadores, lo que la convierte en una de las armas más ligeras de su tipo. El SM-9 produce una velocidad de salida de sus proyectiles de 390 m/s (1280 fps) utilizando munición 9 x 19 Parabellum, disparando a una cadencia de 1.200 dpm.